# Temporada 2009 del Campeonato de Europa de Rally
La temporada 2009 fue la edición 57º del Campeonato de Europa de Rally. Comenzó el 17 de abril en el Rally 1000 Miglia y finalizó el 1 de noviembre Rallye International du Valais.

## Calendario
| N.º | Fecha                          | Rally                      | Superficie | Series | Resultados |
| --- | ------------------------------ | -------------------------- | ---------- | ------ | ---------- |
| 1   | 17-19 abril                    | Rally 1000 Miglia          | Asfalto    |        | Resultados |
| 2   | 1-3 de mayo                    | Istambul Rally             | Tierra     |        | Resultados |
| 3   | 28-30 mayo                     | Croacia Delta Rally        | Asfalto    |        | Resultados |
| 4   | 18-20 junio                    | Geko Ypres Rally           | Asfalto    | IRC    | Resultados |
| 5   | 17-19 julio                    | Rally de Bulgaria          | Asfalto    |        | Resultados |
| 6   | 30 de julio - 1 de agosto      | Rally de Madeira           | Asfalto    | IRC    | Resultados |
| 7   | 20-22 agosto                   | Rally de Zlín              | Asfalto    | IRC    | Resultados |
| 8   | 10-12 septiembre               | Rally Príncipe de Asturias | Asfalto    | IRC    | Resultados |
| 9   | 25-27 septiembre               | ELPA Rally                 | Tierra     |        | Resultados |
| 10  | 16-18 octubre                  | Rally Antibes-Costa Azul   | Asfalto    |        | Resultados |
| 11  | 30 de octubre - 1 de noviembre | Rally de Valais            | Asfalto    |        | Resultados |

## Resultados

### Campeonato de pilotos
| Pos. | Piloto             | ITA | EST | CRO | BEL | BUL | MAD | CZE | ESP | GRE | FRA | VAL | Puntos |
| ---- | ------------------ | --- | --- | --- | --- | --- | --- | --- | --- | --- | --- | --- | ------ |
| 1    | Giandomenico Basso | 1   |     |     | 1   | 1   | 1   | Ret | 3   | 1   | 1   | 1   | 122    |
| 2    | Michal Solowow     | 3   | 1   | 2   | 4   | 5   | 3   | 1   | 2   | Ret | 2   | 2   | 103    |
| 3    | Corrado Fontana    | 5   | 3   | 4   | 3   | 3   | 2   | Ret | 1   | 2   | Ret |     | 78     |
| 4    | Luca Betti         | 4   | Ret | 3   | 2   | Ret |     |     |     |     | Ret |     | 34     |
| 5    | Antonin Tlustak    | 10  |     | 8   | 6   | 10  | Ret | 4   | 4   | 4   |     |     | 22     |
| 6    | Jan Cerny          | 11  |     | 10  |     | 9   |     | 2   |     | Ret | 3   |     | 16     |
| 7    | Todor Slavov       | 9   | Ret | 7   |     | 7   |     | 5   | Ret | 3   |     |     | 14     |
| 8    | Marco Cavigioli    |     |     | 9   |     | 8   | Ret | 3   |     |     | ?   | Ret | 6      |

### Campeonato 2WD
| Pos. | Piloto          | ITA | EST | CRO | BEL | BUL | MAD | CZE | ESP | GRE | FRA | VAL | Puntos |
| ---- | --------------- | --- | --- | --- | --- | --- | --- | --- | --- | --- | --- | --- | ------ |
| 1    | Antonin Tlustak | 11  |     | 16  | 16  | 13  | 3   | 16  | 15  | 12  |     |     | 102    |
| 2    | Todor Slavov    | 15  | Ret | 17  |     | 10  |     | 12  | 3   | 16  |     |     | 73     |
| 3    | Marco Cavigioli |     |     |     |     |     |     |     |     |     | 3   | Ret | 3      |